# Ісмаїль Рашид
Ісмаїль Рашид (араб. إسماعيل راشد, нар. 27 жовтня 1972) — еміратський футболіст, що грав на позиції захисника за клуб «Аль-Васл», а також національну збірну ОАЕ.

## Клубна кар'єра
У дорослому футболі дебютував 1991 року виступами за команду «Аль-Васл», кольори якої і захищав протягом усієї своєї кар'єри гравця, що тривала шістнадцять років. Двічі, у 1992 і 1997 роках, двічі ставав у складі команди чемпіоном ОАЕ. 

## Виступи за збірну
1992 року дебютував в офіційних матчах у складі національної збірної ОАЕ.
У складі збірної був учасником кубка Азії з футболу 1992 року в Японії та домашнього кубка Азії з футболу 1996 року. Також брав участь у розіграші Кубка конфедерацій 1997 року.
Загалом протягом кар'єри в національній команді, яка тривала 9 років, провів у її формі 48 матчів, забивши 6 голів.

## Титули і досягнення
- Чемпіон ОАЕ (2):

«Аль-Васл»: 1991-1992, 1996-1997
- Срібний призер Кубка Азії: 1996